# Filharmonia Dowcipu
Filharmonia Dowcipu – przedstawienie muzyczno-kabaretowe w reżyserii Waldemara Malickiego i Jacka Kęcika, łączące oryginalne aranżacje muzyki poważnej i rozrywkowej oraz skeczy.
Pierwsze przedstawienie z cyklu Filharmonia Dowcipu odbyło się 26 lutego 2007 r. na scenie Teatru Bajka w Warszawie.

## Skład

### Kierownictwo projektu
- Waldemar Malicki – maestro przy fortepianie, narrator prowadzący
- Bernard Chmielarz – dyrygent, aranżer
- Jacek Kęcik – reżyseria przedstawień

### Wokaliści
- Renata Drozd – sopran
- Anita Rywalska-Sosnowska – sopran
- Leopold Stawarz – bas, baryton
- Kamil Pękala – baryton
- Marcin Pomykała – tenor
- Krystian Krzeszowiak – tenor
- Łukasz Rynkowski - baryton

### Sekcja smyczkowa
- Michał Kłosiewicz – koncertmistrz I skrzypce
- Monika Kos-Nowicka – I skrzypce
- Agnieszka Kłosiewicz – II skrzypce
- Diana Lewtak – II skrzypce
- Marta Zalewska – II skrzypce
- Kamila Szalińska-Bałwas – II skrzypce
- Agnieszka Chomicz – altówka
- Karolina Kozłowska – altówka
- Małgorzata Krzyżanowicz – wiolonczela
- Justyna Meliszek – wiolonczela
- Konrad Kubicki – kontrabas
- Wojciech Gumiński – kontrabas, gitara basowa

### Sekcja dęta
- Tomasz Chmielarz – trąbka
- Adrian Janda – klarnet
- Marcin Kamiński – flet poprzeczny
- Filip Woźniakowski – obój
- Arkadiusz Więdlak – tuba
- Mariusz Oczachowski – fagot
- Andrzej Sienkiewicz – puzon
- Robert Duda – waltornia

### Sekcja rytmiczna
- Maciej Ostromecki – perkusja
- Jerzy Cembrzyński – gitara basowa, kontrabas
- Maciej Chwała – instrumenty klawiszowe
- Paweł Pruszkowski – instrumenty perkusyjne

## Gościnnie występują
- Zenon Laskowik
- Jacek Fedorowicz
- Krzysztof Kiełpiński
- Barbara Tomkowiak
- Julia Mikołajczak
- Andrzej Piątek
- Adrianna Biernacka
- Grzegorz Tomczak